# Štáflova chalupa
Štáflova chalupa představuje ukázku tzv. středověkého typu dřevěného domu. Nachází se v Havlíčkově Brodě, v ulici B. Kobzinové, nedaleko pivovaru a kostela Československé církve husitské. Od roku 2010 je chráněna jako národní kulturní památka.

## Historie a popis
Nejstarší části domu vznikly patrně již v 16. století. V roubeném jádru se podařilo objevit dymnou jizbu s horním větracím otvorem pro odvod kouře, čímž se stavba řadí mezi nejstarší dochované stavby středověké tradice. Název domu je odvozen od majitelů, rodiny Štáflů. Z této rodiny patří k nejznámějším především malíř Arnošt Štáfl či grafik Otakar Štáfl. K dalším pozoruhodnostem domu patří povalový strop či černá kuchyně. Od roku 2001 v části chalupy funguje antikvariát, v další části jsou pak pravidelně pořádány výstavy fotografů a výtvarníků se vztahem k Havlíčkobrodsku.